# لاورو
لاورو هي بلدة وكومونا (بلدية) في مقاطعة أفيلينو ، كامبانيا ، جنوب إيطاليا . قد تقع في إيربينيا السفلى ، في وادٍ خشبي. إذ تشمل المعالم بقايا من القرن الأول قبل الميلاد روماني حراري .